# Coldwood Interactive
Coldwood Interactive é um estúdio independente produtor de videojogos com sede em Uma, Suécia. Foi fundado em 2003 por um grupo de seis produtores veteranos, ex-empregados da Daydream Software.

## Jogos
| Ano  | Titulo                | Publicadora                 | Plataforma(s) | Plataforma(s) | Plataforma(s) | Plataforma(s) | Plataforma(s) | Plataforma(s) | Plataforma(s) | Plataforma(s) | Plataforma(s) | Plataforma(s) |
| Ano  | Titulo                | Publicadora                 | PS2           | PS3           | PS4           | PSP           | Win           | Xbox          | X360          | XBO           | Wii           |               |
| ---- | --------------------- | --------------------------- | ------------- | ------------- | ------------- | ------------- | ------------- | ------------- | ------------- | ------------- | ------------- | ------------- |
| 2004 | Skiracing 2005        | JoWood Productions          | Sim           | Não           | Não           | Não           | Sim           | Sim           | Não           | Não           | Não           |               |
| 2005 | Skiracing 2006        | JoWood Productions          | Sim           | Não           | Não           | Não           | Sim           | Sim           | Não           | Não           | Não           |               |
| 2007 | Ski-Doo Snow X Racing | Valcon Games                | Sim           | Não           | Não           | Não           | Sim           | Não           | Não           | Não           | Não           |               |
| 2007 | Freakout              | JoWood Productions          | Sim           | Não           | Não           | Sim           | Sim           | Não           | Não           | Não           | Não           |               |
| 2009 | Ski-Doo Challenge     | Valcon Games                | Não           | Sim           | Não           | Não           | Não           | Não           | Sim           | Não           | Sim           |               |
|      | onGOLF                | onGOLF                      | Não           | Não           | Não           | Não           | Sim           | Não           | Não           | Não           | Não           |               |
| 2010 | The Fight: Lights Out | Sony Computer Entertainment | Não           | Sim           | Não           | Não           | Não           | Não           | Não           | Não           | Não           |               |
| 2013 | Move Fitness          | Sony Computer Entertainment | Não           | Sim           | Não           | Não           | Não           | Não           | Não           | Não           | Não           |               |
| 2016 | Unravel               | Electronic Arts             | Não           | Não           | Sim           | Não           | Sim           | Não           | Não           | Sim           | Não           |               |
| 2018 | Unravel Two           | Electronic Arts             | Não           | Não           | Sim           | Não           | Sim           | Não           | Não           | Sim           | Não           |               |